# Saint-Sauveur-Camprieu
Saint-Sauveur-Camprieu è un comune francese di 270 abitanti situato nel dipartimento del Gard, nella regione dell'Occitania.

## Società

### Evoluzione demografica
Abitanti censiti